# Vale de Hunza
O Vale de Hunza (em urdu: وادی ہنزہ) é um vale montanhoso localizado no norte da região de Guilguite-Baltistão, no Paquistão.

## Geografia
O vale se estende ao longo do rio Hunza e faz fronteira com o vale Ishkoman a noroeste, o vale Shigar a sudeste, o Corredor Wakhan do Afeganistão ao norte e a região de Xinjiang da China a nordeste. O fundo do vale fica a uma altitude de 2.438 metros. Geograficamente, o Vale de Hunza é dividido em três zonas: Alto Hunza (Gojal) , Hunza Central e Baixo Hunza (Shinaki).

## História
O budismo e, em menor grau, o Bön eram as principais religiões adotadas da região.  A região abriga vários sítios arqueológicos budistas. O Vale de Hunza era central na rede de rotas comerciais que conectavam a Ásia Central ao subcontinente. Também ofereceu proteção aos missionários e monges budistas que visitavam o subcontinente, e a região desempenhou um papel significativo na transmissão do budismo por toda a Ásia.
Antes da chegada do islamismo, a maior parte da região praticava o budismo. Desde então, a maior parte da população se converteu ao islamismo, seguindo predominantemente a seita ismaelita. A região possui muitas obras de grafite na antiga escrita Brahmi escritas em pedras, produzidas por monges budistas como uma forma de adoração e cultura. Com a maioria dos habitantes locais a converterem-se ao islamismo, estas foram deixadas principalmente ignoradas, destruídas ou abandonadas, mas agora estão em processo de restauração.

### Deslizamento de terra de 2010
Em 4 de janeiro de 2010, um deslizamento de terra na região resultou em 20 mortes e 8 feridos e bloqueando efetivamente cerca de 26 km da Rodovia Karakoram. Ele foi responsável pela criação do lago Attabad. O novo lago se estende a 30 km e subiu a uma profundidade de 120 m quando o rio Hunza recuou. O deslizamento de terra cobriu, em grande parte, trechos da rodovia Karakoram.

## Turismo

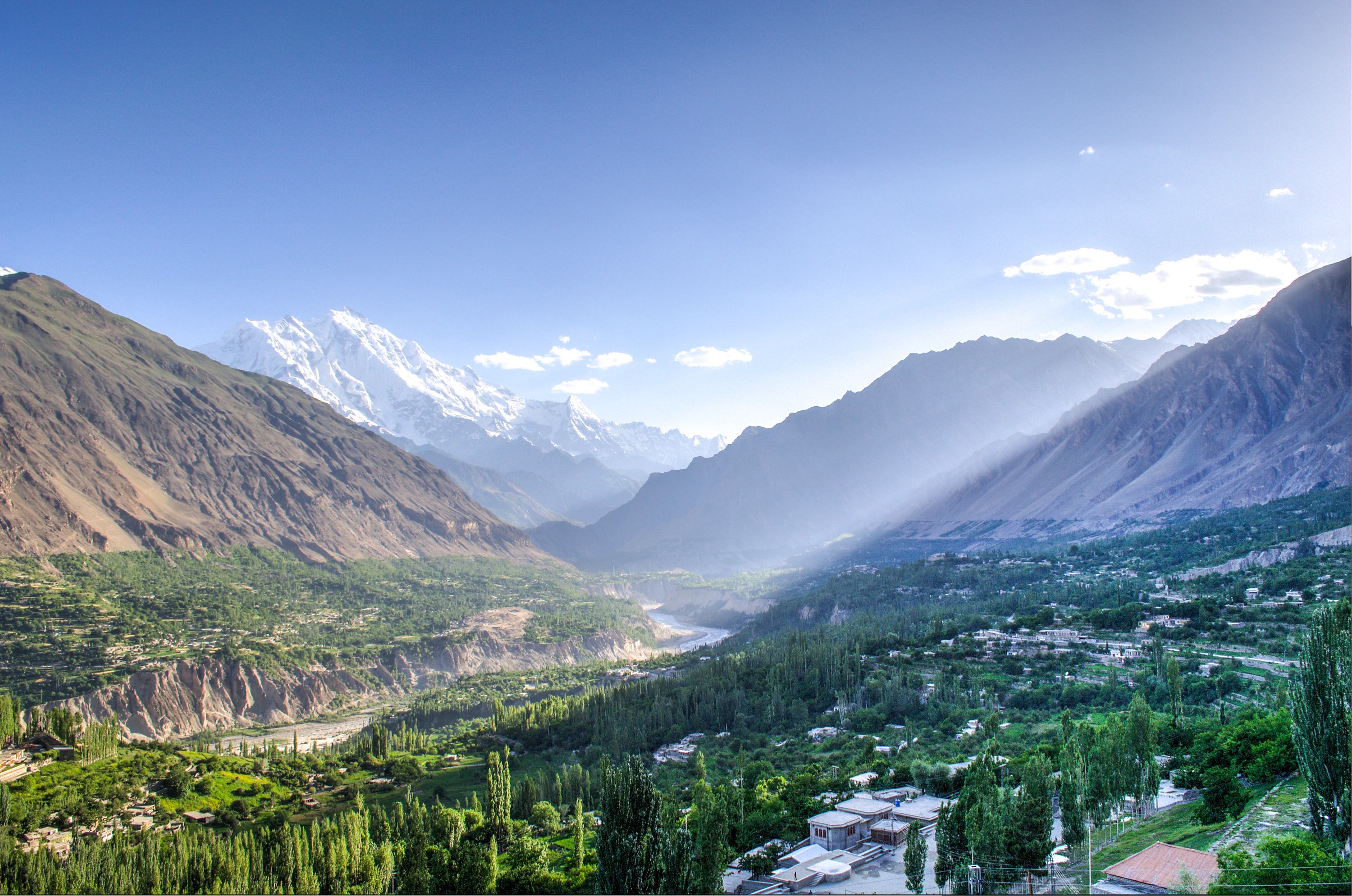
Vale de Hunza na primavera

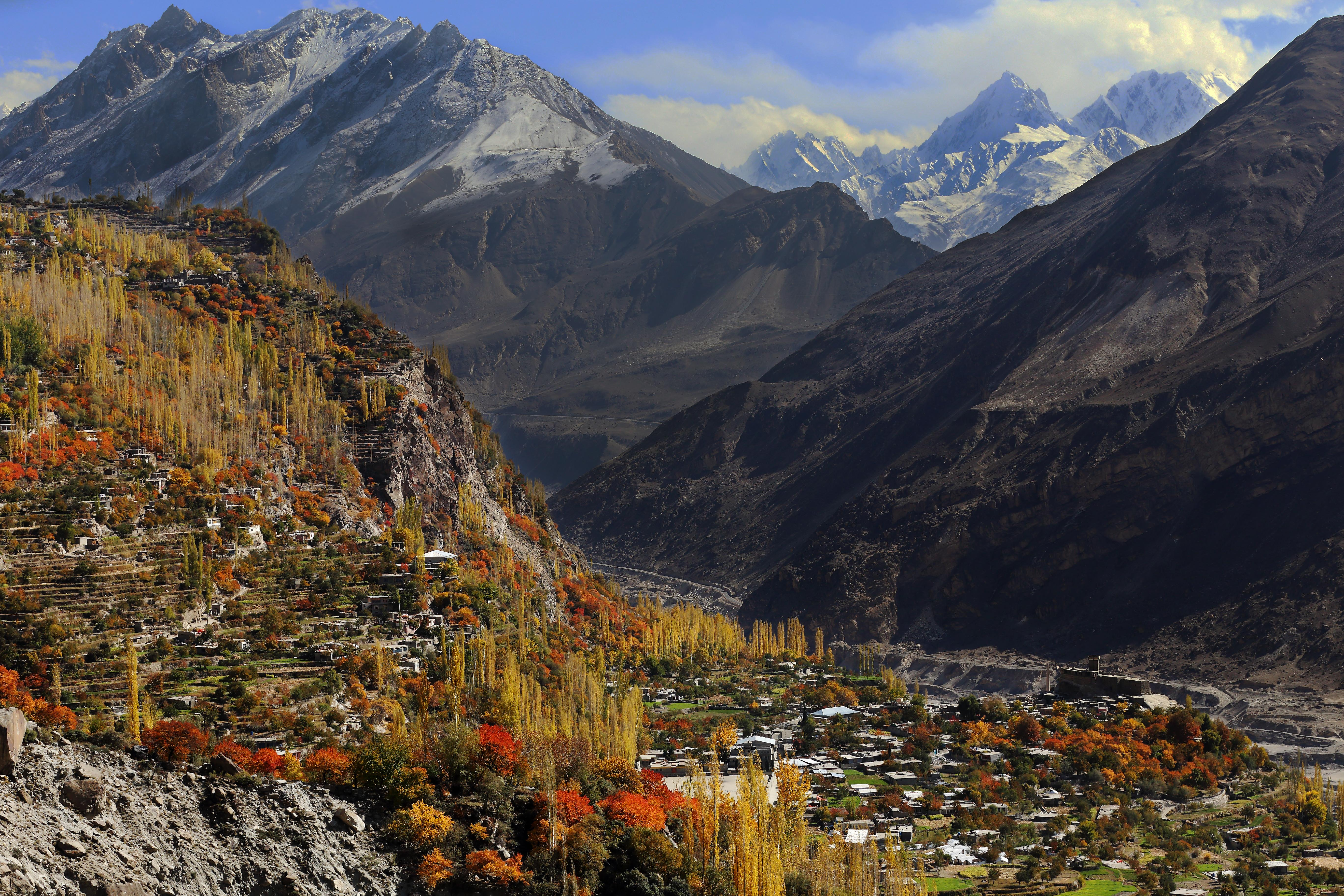
Vale de Hunza no outono

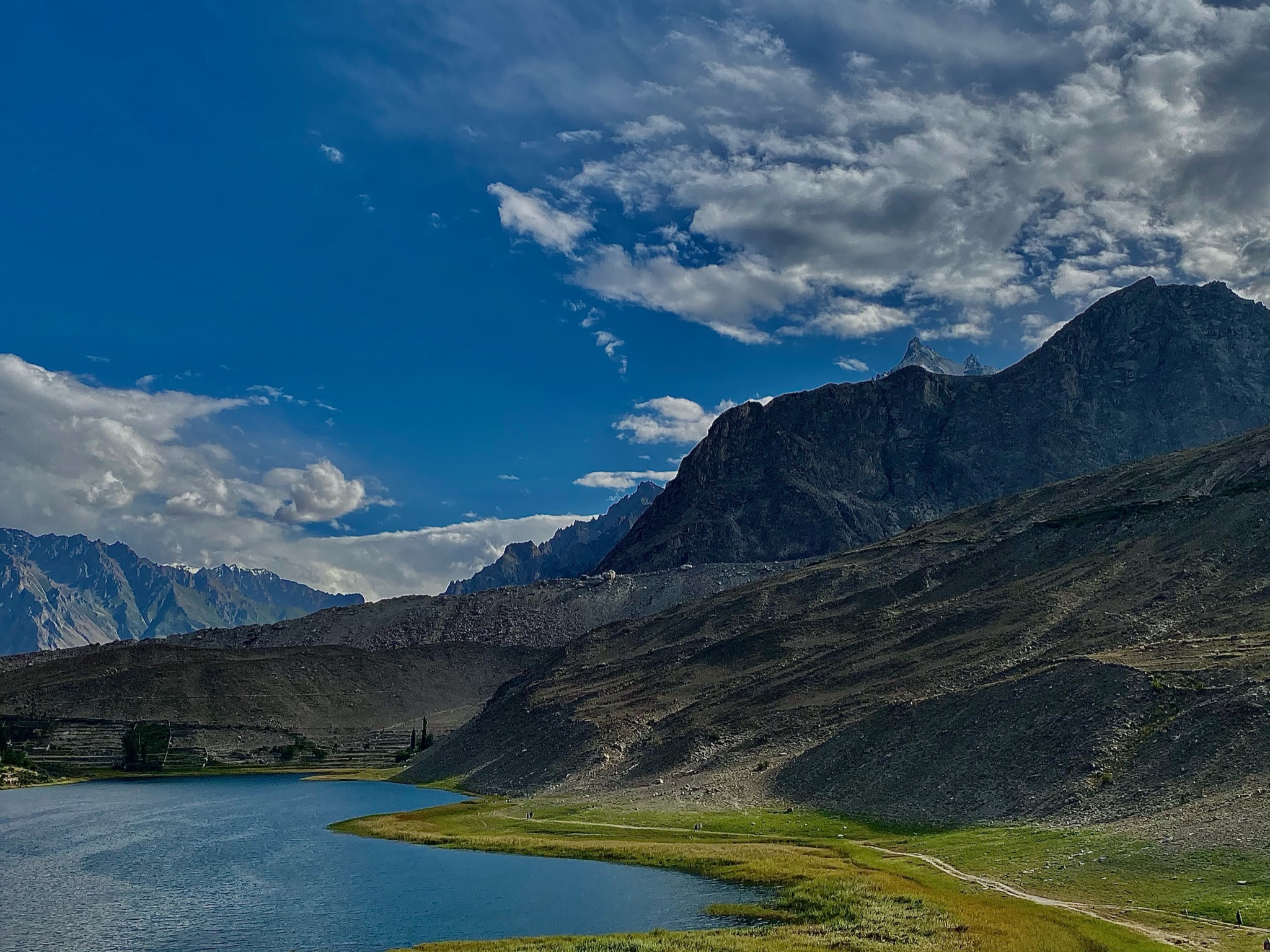
Vista do Lago Borith no verão

O Vale Hunza abriga vários picos com uma altitude acima de 7.000 m em seus arredores. Estes incluem Rakaposhi , Distaghil Sar, Batura, Batura II, Batura III, Muchu Chhish, Kunyang Chhish, Shispare, Passu Sar, Kanjut Sar, Yukshin Gardan Sar, Pumari Chhish e Momhil Sar .
O Vale de Hunza tem uma história religiosa diversificada, sendo o lar de vários locais históricos, como as antigas torres de vigia na vila de Ganish, o Forte Baltit no topo de Karimabad, construído pelos Mirs há cerca de 800 anos, que é um marco histórico para Hunza, e o Forte Altit (no fundo do vale). No século VIII d.C., uma enorme figura de Buda cercada por pequenos Buddhisatvas foi descoberta esculpida em uma rocha. Figuras de homens e animais pré-históricos estão esculpidas em rochas ao longo do vale.
Hunza também abriga vários lagos em suas proximidades, incluindo o Lago Attabad, o Lago Borith, os Lagos Shimshal e o Lago Hassanabad.
Acredita-se popularmente que o vale foi uma das inspirações para o vale mítico de Shangri-La no romance de James Hilton de 1933, Horizonte Perdido.